# Gerrit de Jongh
Gerrit Johannes de Jongh (Willemstad, 4 juli 1845 – 's-Gravenhage, 31 januari 1917) was in de hoedanigheid van directeur van de dienst Gemeentewerken Rotterdam van 1879 - 1910 de 'havenbouwer en stadsontwikkelaar' van de Maasstad.

## Levensloop
De Jongh was de zoon van Teunis Gerardus de Jongh (1808-1847), officier van gezondheid (1827-1835), daarna chirurgijn en vroedmeester te Willemstad, en Cornelia Johanna Maris (1803-1871); zijn moeder was weduwe van Dankert Knook (1797-1832), geneesheer te Willemstad, en dochter van Jan Cornelis Maris (1783-1835), burgemeester van Willemstad, net als haar paternelle grootvader. Na de middelbare school volgde De Jongh van 1861 tot 1865 militair en vaktechnisch onderwijs aan de Koninklijke Militaire Academie te Breda.
Na afronding van zijn studie werd De Jongh benoemd tot 2e luitenant-ingenieur bij de genie. Hij werd aan het werk gezet bij de opbouw van de Nieuwe Hollandse Waterlinie als vestingbouwkundige. Hier werkte bij mee aan de herbouw van het Fort bij Uitermeer, waar op het terrein een torenfort werd gebouwd. Hij wist de technisch moeilijke constructie succesvol te realiseren, en trok daarmee de aandacht. In de opvolgende jaren realiseerde hij verschillende militaire bouwwerken en voerde ook enige particuliere opdrachten uit. In 1874 volgde een promotie tot kapitein.
In 1879 volgde voormalig genie-officier De Jongh C.B. van der Tak op als directeur Gemeentewerken. Al snel na zijn aantreden als directeur Gemeentewerken verwierf De Jongh zich een ongekend belangrijke positie. Rotterdam maakte op dat moment een zeer sterke groei door (zie ook: Geschiedenis van Rotterdam). In 1910 werd De Jongh als directeur opgevolgd door A.C. Burgdorffer. Na zijn afscheid van Rotterdam was De Jongh nog enige jaren lid van Provinciale Staten (1910-1916) en de Tweede Kamer (1910-1913).

### Personalia
De Jongh trouwde in Rotterdam op 25 augustus 1869 met Henrietta Martina Bax (1847-1914), met wie hij vier zoons en vier dochters kreeg. Een van hun dochters huwde Anton Philips, vader van Frits Philips. De Jongh ontwierp het stratenplan van het Philipsdorp in Eindhoven, dat rond 1910 gebouwd werd.
Na zijn overlijden in 1917 is zijn stoffelijk overschot begraven in het familiegraf op de begraafplaats  Oud Eik en Duinen in Den Haag.

## Werk

### Periode bij de Genie

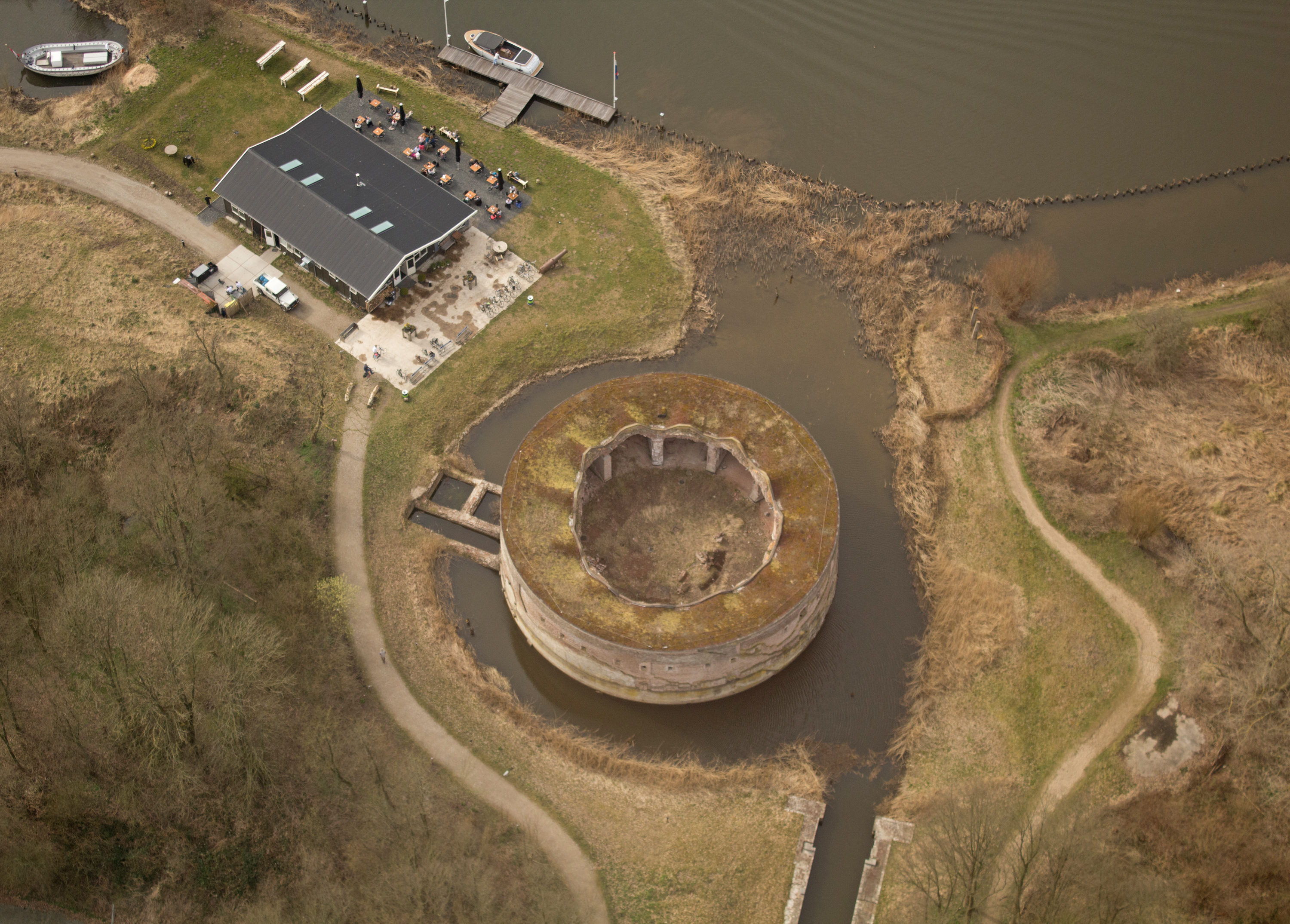
Fort bij Uitermeer

De Jonghs ingenieursloopbaan begon in militaire dienst bij de genie, waar hij veertien jaar diende. In de jaren 1867—68 nam hij als jong officier deel aan de organisatie van de eerste torpedocompagnie bij het Nederlands leger en daarna bekwaamde hij zich als vestingbouwkundige bij de opbouw van de Nieuwe Hollandse Waterlinie. Verschillende werken op dit gebied werden door hem ontworpen en uitgevoerd. Hij wist zichzelf te onderscheiden bij de bouw van het fort Uitermeer, waar hij te kampen had met zeer slechte bodemgesteldheid.
Verder bouwde De Jongh een barakkenhospitaal, enige kazernes en het artilleriekamp te Oldebroek. Tussen zijn drukke ambtsbezigheden door vond hij bovendien nog tijd aan meerdere particuliere opdrachten te werken. Zo begeleidde hij de herbouw van het gesticht „Steenbeek", de bouw van een boerderij in de Haarlemmermeer en de restauratie van de Protestantse Kerk te 's Hertogenbosch.
Burgdorffer (1918) vertelde dat De Jongh graag vertelde over die tijd. Hierbij getuigde hij, aldus Burgdorffer, van "grote ambitie, wilskracht, voortvarendheid en durf, gepaard aan een helder verstand en een scherp oog op zaken..."

### Stadsontwikkeling
In feite was het De Jongh die bepaalde hoe de ontwikkeling van Rotterdam eind negentiende eeuw werd vormgegeven. Onder zijn leiding werd voor het eerst een elektriciteitsnetwerk aangelegd. Ook zorgde hij voor de waterleiding en een moderne riolering.
De Westersingel, Noordsingel en de Boezemsingel werden onder leiding van De Jongh aangelegd naar een ontwerp van zijn voorganger Willem Nicolaas Rose.

### Havenontwikkeling

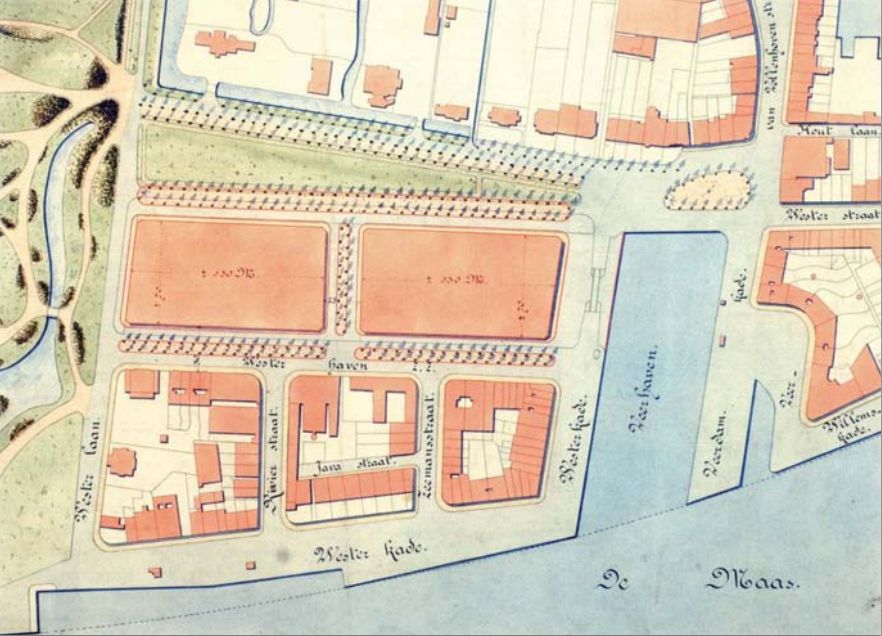
Ontwerp Gedempte Westerhaven en Parklaan door G.J. de Jongh, 1893

De Jongh werd vooral bekend vanwege zijn bemoeienis met de uitbreiding van de havens. In 1893 deed hij de oostzijde van de Parkhaven voltooien; in 1894 de Rijnhaven. De westzijde van de Parkhaven, die onderdeel uitmaakt van de zogenoemde Müllerpier, werd in 1908 tegelijk met de Sint Jobshaven opgeleverd.
Na de Katendrechtse havens in 1893 en 1896 en na de reeds genoemde Rijnhaven, volgde in 1906 de voltooiing van de Maashaven. 
De vrijkomende grond van de nieuwe Waalhaven, waarmee in 1907 een aanvang werd gemaakt, werd door een buizenstelsel naar een tussen twee tochten gelegen deel van de Prins Alexanderpolder bij de Kralingse Plas getransporteerd. Zodoende kon op de opgehoogde grond naar het idee van De Jongh het Kralingse Bos worden gerealiseerd.
Het laden en lossen van schepen gebeurde sindsdien door middel van destijds moderne machines, zoals de graanelevator.

### De “Bult van De Jongh”.
Zo staat deze promenade langs de Parkkade bekend. Ze is aangelegd met grond die vrijkwam bij het graven van de 2e Katendrechtse haven.
“Reeds in den allereersten tijd van diens optreden, had hij zich dit gedacht op het voorbeeld van het beroemde Brühlsche terras te Dresden. Het stadsbestuur meende, dat men zulk een aanleg, die immers nooit rente zou kunnen afwerpen, uit de gewone inkomsten moest bestrijden; jaar op jaar was deze uitgave voor uitstel vatbaar. Eindelijk werd het terras, onder het motto „grondberging", op kosten van een grooten havenaanleg, toch uit „buitengewoon" bestreden. Zulks duurde echter tot 1898.”

### Ontwikkeling Linker Maasoever
Verder gaf De Jongh vorm aan het Noordereiland en de wijk Feijenoord. Zijn ontwerp, met ruime boulevards, stamde al uit 1880. Oude dorpen zoals Charlois en Katendrecht werden ingesloten door grote havenbekkens.

### Pensionering
Op 27 januari 1910 vertrok hij – samen met de voormalige minister van Waterstaat, Jacob Kraus – in opdracht van de minister van Koloniën naar het toenmalige Nederlands Indië, om advies uit te brengen over de havens van Soerabaja, Makassar en Tandjong Priok. Diezelfde avond bracht burgemeester Zimmerman ter kennis van de Raad het verzoek van De Jongh om hem per 1 augustus ontslag te verlenen in verband met het bereiken van de pensioengerechtigde leeftijd van 65 jaar op 4 juli 1910. Om deze verjaardag met zijn gezin te kunnen vieren, stapte hij op zondag 3 juli in Marseille van de boot die hem uit Indië terugbracht, om zodoende op maandag 4 juli, de dag dat hij 65 werd en met pensioen ging, om 4 uur 's middags per trein in Rotterdam te arriveren.

## Waardering
Bij besluit van burgemeester en wethouders van 14 juni 1929 werd bij de ontwikkeling van de wijk Dijkzigt een straat naar De Jongh vernoemd: de G.J. de Jonghweg.

### Gedenkteken

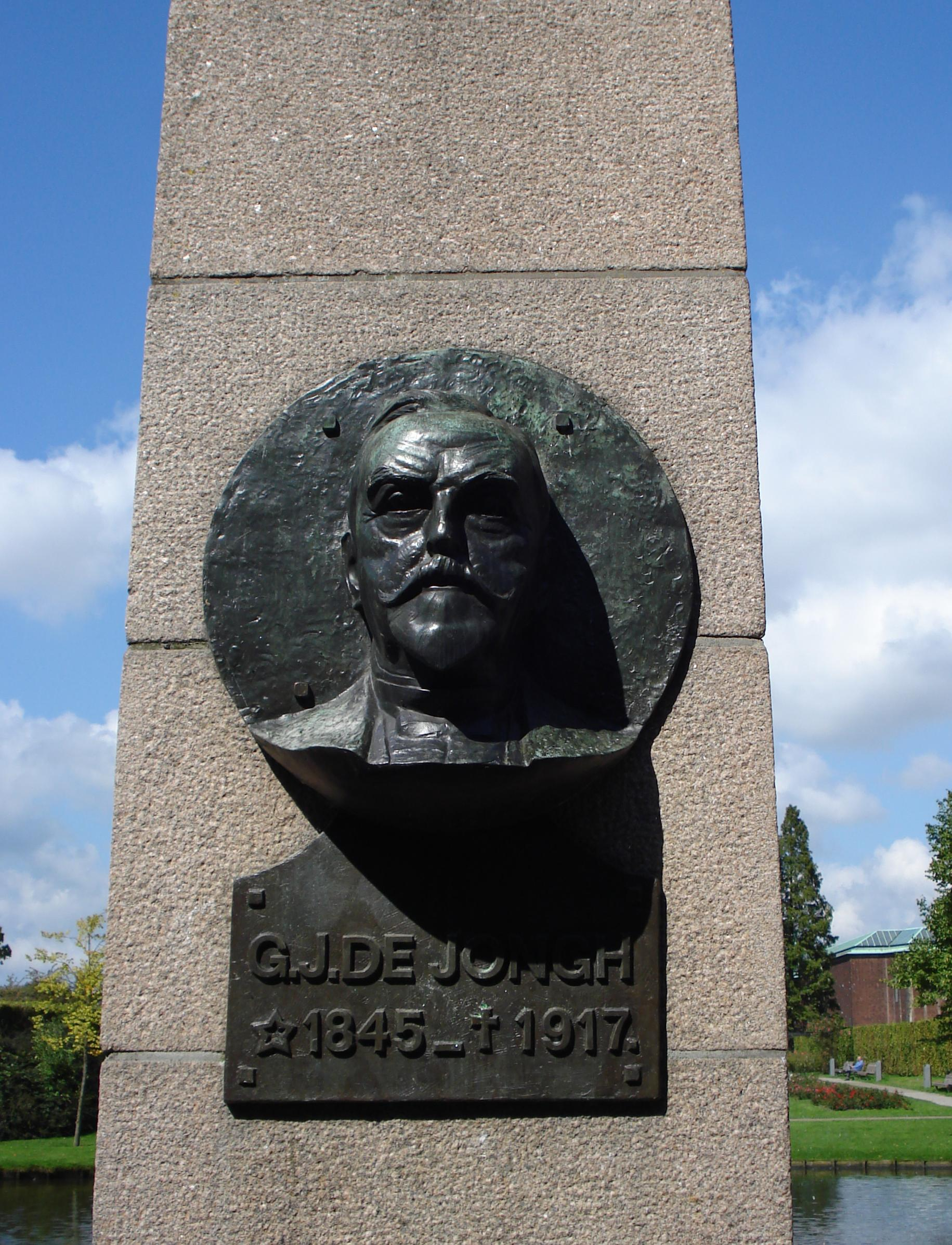
Bronzen reliëf G.J. de Jongh

Een dag na zijn dood in 1917 besloot de gemeenteraad van Rotterdam tot aanleg van een gedenkteken. Dit gedenkteken, naar een ontwerp van Ad van der Steur, bestaat uit een granieten naald met bronzen reliëf van Leendert Bolle, een mozaïek van de stad en de haven van Jaap Gidding, een bronzen beeldenrij over De Jongh en Gemeentewerken van Leendert Bolle en op de tegelwand een inscriptie die de groei van de stad en de haven aangeeft van Henk Chabot. Het gedenkteken staat in het Museumpark. Het heeft jaren geduurd voor uiteindelijk een ontwerp en een locatie beschikbaar waren waarmee alle betrokkenen zich konden verenigen. Het monument, op dat moment nog niet voltooid, werd op 5 juli 1935 onthuld, een dag voor de opening van het nieuwe museum Boymans. In juli 2022 is een zeer uitgebreide restauratie van het rijksmonument gereed gekomen. Ze heeft een jaar in beslag genomen.

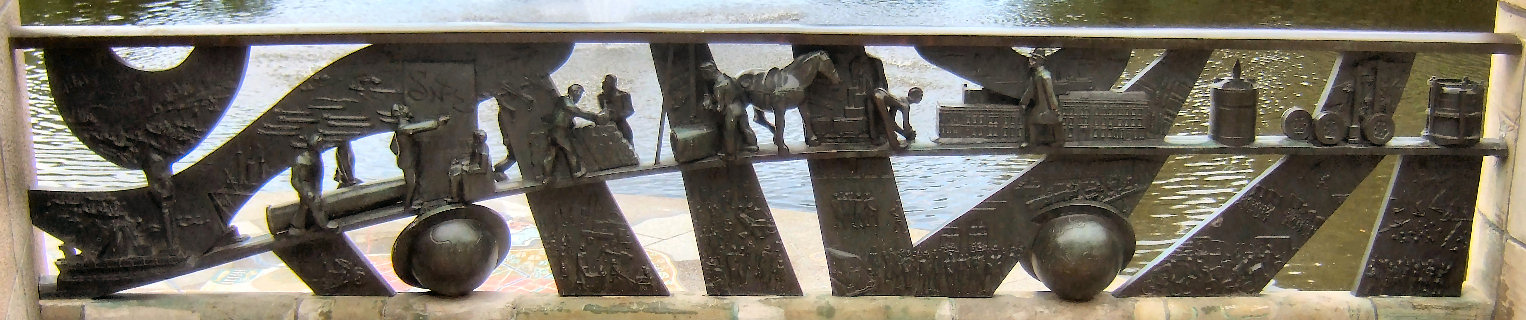
Bronzen figuren in het monument voor G.J. de Jongh

Het is tekenend voor het respect dat De Jongh van zijn medewerkers ondervond, dat de door Henk Chabot ontworpen en gehakte inscriptie ter verfraaiing van de kale tegelwand, de gemeente werd aangeboden door oud-medewerkers van Gemeentewerken. De centrale figuur hierbij was L.W.H. van Dijk (1884 - 1983), ooit door De Jongh bij Gemeentewerken in dienst genomen en later een van diens opvolgers als directeur.

## Publicaties
- G.J. de Jongh. De haven van Rotterdam, 's-Gravenhage, 1891.

Publicaties over De Jongh
- F. Netscher, "Karakterschets. G.J. de Jongh," in: Hollandsche Revue 3 (1898), p. 253-265.
- H.A. van IJsselsteyn, "G.J. de Jongh," in: De Ingenieur 32 (1917), p. 234-246.
- A.C. Burgdorffer, "G.J. de Jongh," in: Rotterdamsch Jaarboekje, 2e reeks 6 (1918), p. 132-149.
- L.J.C.J. van Ravesteyn, Rotterdam in de negentiende eeuw, Rotterdam, 1924. p. 158-195.
- M.J. Brusse, "Hoe de directeur van Gemeentewerken G.J. de Jongh van Rotterdam een havenstad heeft gemaakt," in: Maastunnel 1 (1937-1938).
- J.A.C. Tillema, "Gerrit Jan de Jongh, redder en bouwer van Rotterdam," in: Rotterdams Jaarboekje, 7e reeks 6 (1968) 148-168.
- R.A.D. Renting, "Profiel van een havenbouwer [G.J. de Jongh]," in: A.J. Teychiné Stakenburg e.a. (red.) Werkers aan de Waterweg. Rotterdam, 1972.
- W.F. Lichtenauer, 'Jongh, Gerrit Johannes de (1845-1917)', in: Biografisch Woordenboek van Nederland. 1 (Den Haag 1979); online 2013.
- Len de Klerk, Paul van de Laar en Herman Moscoviter, "G.J. de Jongh, Havenbouwer en Stadsontwikkelaar in Rotterdam", 2008, uitgevrij TOTH, ISBN 978 90 6868 480 3.